# Progressione del record italiano dei 400 metri piani maschili

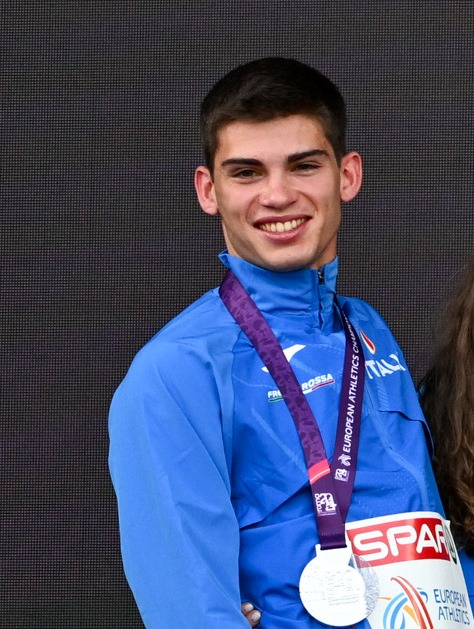
Luca Sito, detentore del record italiano dei 400 metri piani dal 2024.

La voce seguente illustra la progressione del record italiano dei 400 metri piani maschili di atletica leggera.
Il primo record italiano maschile su questa distanza venne ratificato il 5 gennaio 1896. 

## Progressione

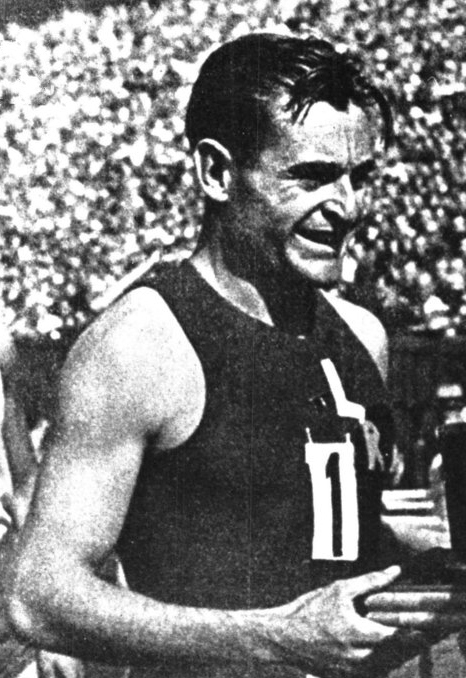
Mario Lanzi, detentore del record italiano dal 1936 al 1965.

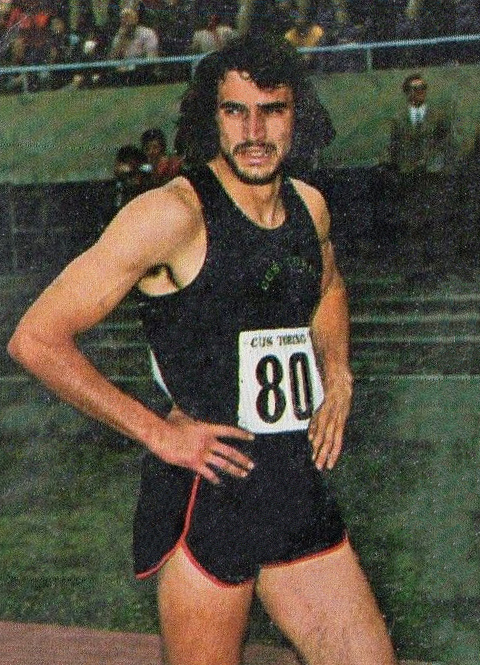
Marcello Fiasconaro, detentore del record italiano al 1971 al 1981.

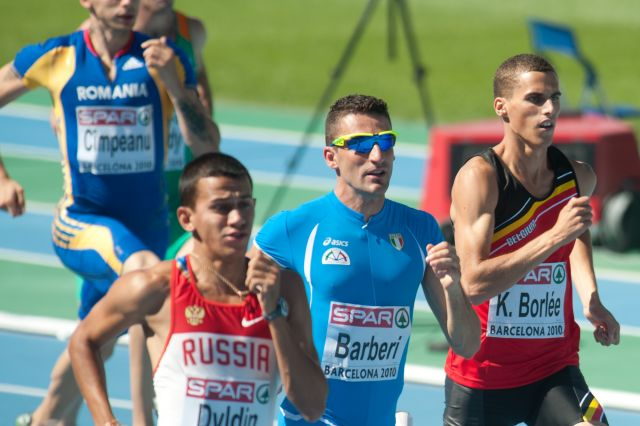
Andrea Barberi (al centro), detentore del record italiano dal 2006 al 2016.

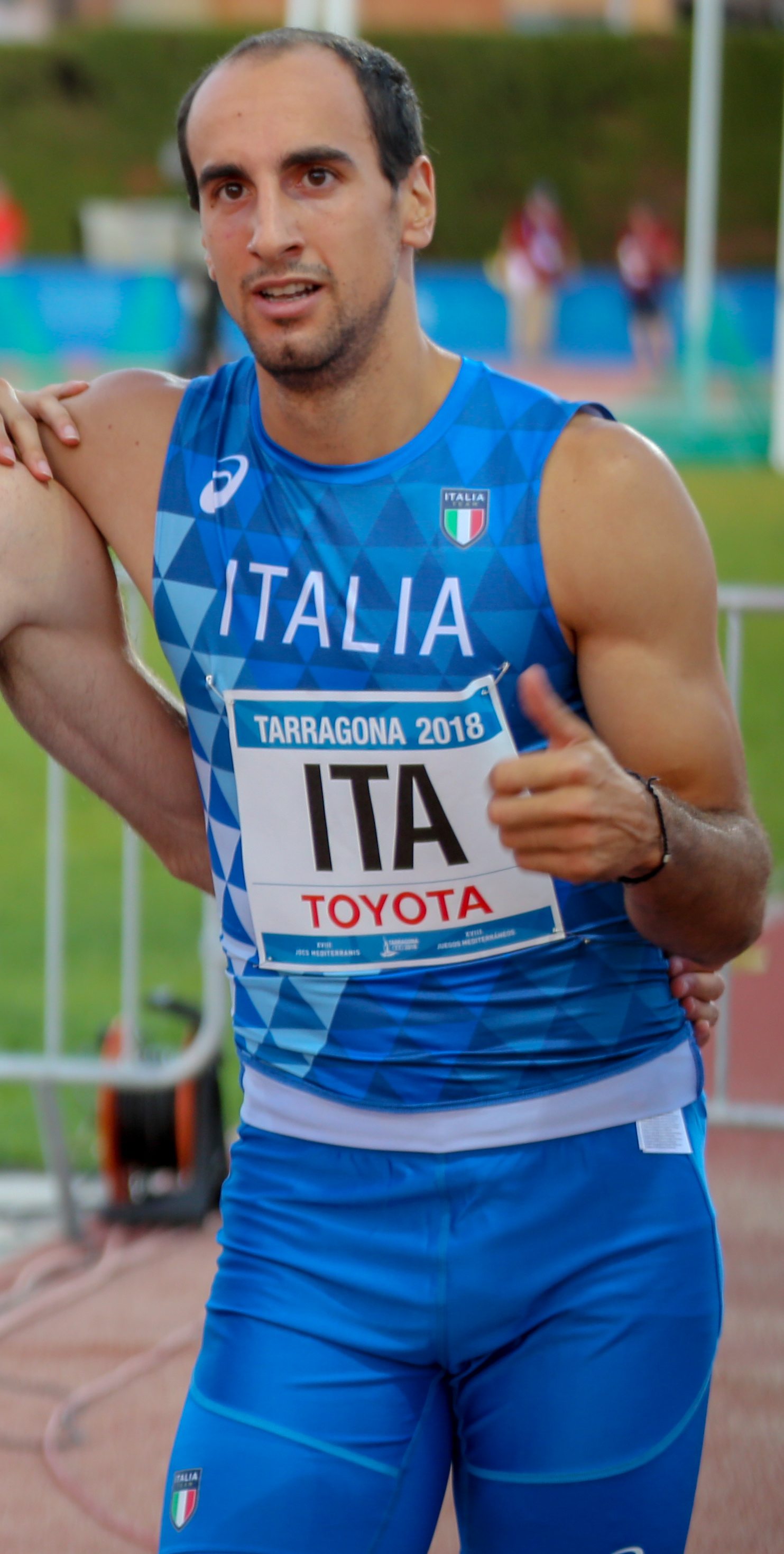
Davide Re, detentore del record italiano dal 2019 al 2024.

| Tempo                      | Atleta              | Società                           | Luogo             | Data              | Note |
| -------------------------- | ------------------- | --------------------------------- | ----------------- | ----------------- | ---- |
| 1'03"4/5                   | Luigi Lualdi        | GSP Ippogrifo Milano              | Milano            | 5 gennaio 1896    | i    |
| 1'03"0                     | Enrico Mosca        | Fulmine Milano                    | Milano            | 12 luglio 1896    |      |
| 59"3/4                     | Giuseppe Chyesa     |                                   | Torino            | 22 novembre 1896  |      |
| 57"0                       | Guido Botto         | Sport Club Audace Torino          | Torino            | 30 aprile 1899    |      |
| 54"3/5                     | Giuseppe Tarella    | Sport Club Audace Torino          | Torino            | 30 ottobre 1904   |      |
| 54"3/5                     | Alberto Mesones     | Sport Club Virtus Roma            | Roma              | 8 settembre 1905  | r    |
| 54"3/5                     | Roberto Penna       | Cristoforo Colombo Genova         | Roma              | 27 dicembre 1905  |      |
| 54"0                       | Roberto Penna       | Cristoforo Colombo Genova         | Roma              | 31 marzo 1906     |      |
| 53"1                       | Giuseppe Tarella    | Sport Club Audace Torino          | Rivoli            | 2 settembre 1906  |      |
| 52"1/5                     | Emilio Lunghi       | Sport Pedestre Genova             | Torino            | 30 settembre 1906 |      |
| 52"1/5                     | Italo Stancari      | Virtus Bologna Sportiva           | Bologna           | 11 ottobre 1908   |      |
| 51"4/5                     | Angelo Rossi        | Unione Sportiva Treviso           | Padova            | 20 maggio 1909    |      |
| 51"2/5                     | Umberto Barozzi     | Ginnastica e Scherma Novara       | Torino            | 19 giugno 1909    |      |
| 51"2/5                     | Massimo Cartasegna  | Sport Club Audace Torino          | Torino            | 19 giugno 1909    |      |
| 49"3/5                     | Emilio Lunghi       | Irish American Athletic Club      | New York          | agosto 1909       | y    |
| 49"0                       | Emilio Lunghi       | Sport Club Italia                 | La Spezia         | 13 giugno 1912    |      |
| 49"0                       | Alfredo Gargiullo   | Gruppo Sportivo Nafta             | Genova            | 16 agosto 1925    |      |
| 49"0                       | Alfredo Gargiullo   | Gruppo Sportivo Nafta             | Genova            | 25 settembre 1927 |      |
| 48"4/5                     | Ettore Tavernari    | AS La Fratellanza 1874            | Milano            | 1º novembre 1928  |      |
| 48"3/5                     | Ettore Tavernari    | AS La Fratellanza 1874            | Genova            | 20 ottobre 1929   |      |
| 48"3/5                     | Giacomo Carlini     | Gruppo Sportivo Nafta             | Colombes          | 13 luglio 1930    |      |
| 48"6                       | Ettore Tavernari    | AS La Fratellanza 1874            | Torino            | 8 settembre 1934  |      |
| 48"6                       | Ettore Tavernari    | AS La Fratellanza 1874            | Milano            | 25 agosto 1935    | y    |
| 48"2                       | Mario Lanzi         | Pro Patria Milano                 | Bologna           | 17 maggio 1936    |      |
| 48"2                       | Mario Lanzi         | Pro Patria Milano                 | Berlino           | 7 agosto 1936     |      |
| 48"1                       | Mario Lanzi         | Pro Patria Milano                 | Stoccolma         | 21 agosto 1936    |      |
| 48"1                       | Mario Lanzi         | Gruppo Sportivo Baracca           | Firenze           | 24 agosto 1938    |      |
| 47"7                       | Mario Lanzi         | Gruppo Sportivo Baracca           | Trieste           | 21 maggio 1939    |      |
| 47"4                       | Mario Lanzi         | Gruppo Sportivo Baracca           | Parma             | 3 giugno 1939     |      |
| 47"4                       | Mario Lanzi         | Gruppo Sportivo Baracca           | Pisa              | 11 giugno 1939    |      |
| 47"2                       | Mario Lanzi         | Gruppo Sportivo Baracca           | Venezia           | 18 giugno 1939    |      |
| 47"2                       | Mario Lanzi         | Gruppo Sportivo Baracca           | Torino            | 1º luglio 1939    |      |
| 46"7                       | Mario Lanzi         | Gruppo Sportivo Baracca           | Milano            | 16 luglio 1939    |      |
| 46"7                       | Mario Lanzi         | Gruppo Sportivo Baracca           | Torino            | 15 settembre 1940 |      |
| 46"2                       | Sergio Ottolina     | Gruppo Sportivo Augusta Gallarate | Sassari           | 9 maggio 1965     |      |
| 46"0                       | Marcello Fiasconaro | libero                            | Pretoria          | 10 marzo 1971     |      |
| 45"8                       | Marcello Fiasconaro | libero                            | Stellenbosch      | 31 marzo 1971     |      |
| 45"7                       | Marcello Fiasconaro | libero                            | Roma              | 8 luglio 1971     |      |
| 45"5                       | Marcello Fiasconaro | libero                            | Viareggio         | 25 luglio 1971    |      |
| 45"5                       | Marcello Fiasconaro | libero                            | Helsinki          | 13 agosto 1971    |      |
| Cronometraggio elettronico |                     |                                   |                   |                   |      |
| 45"49                      | Marcello Fiasconaro | libero                            | Helsinki          | 13 agosto 1971    |      |
| 45"34                      | Mauro Zuliani       | Gruppo Sportivo Fiamme Oro        | Torino            | 15 luglio 1981    |      |
| 45"26                      | Mauro Zuliani       | Gruppo Sportivo Fiamme Oro        | Roma              | 5 settembre 1981  |      |
| 45"19                      | Andrea Barberi      | Gruppo Sportivo Fiamme Gialle     | Rieti             | 27 agosto 2006    |      |
| 45"12                      | Matteo Galvan       | Gruppo Sportivo Fiamme Gialle     | Rieti             | 25 giugno 2016    |      |
| 45"01                      | Davide Re           | Gruppo Sportivo Fiamme Gialle     | Ginevra           | 15 giugno 2019    |      |
| 44"77                      | Davide Re           | Gruppo Sportivo Fiamme Gialle     | La Chaux-de-Fonds | 30 giugno 2019    |      |
| 44"75                      | Luca Sito           | CUS Pro Patria Milano             | Roma              | 9 giugno 2024     |      |
| 44"75                      | Edoardo Scotti      | Centro Sportivo Carabinieri       | Madrid            | 19 luglio 2025    |      |